# 변월룡
변월룡(邊月龍, 1916년 9월 29일 ~ 1990년 5월 26일), 펜 바를렌(러시아어: Пен Варлен)은 고려인 화가이다. 사실주의에 기반한 인물화, 풍경화 등을 남겼다.
1916년 연해주 시코토프스키에서 태어났다. 블라디보스토크 신한촌에서 교육을 받고 스베르들로프스크 미술학교를 졸업했으며, 일리야 레핀 레닌그라드 회화조각건축학교를 졸업하고 1951년 박사학위를 받았다. 1953년 평양으로 건너가 북한에서 활동하였으나 1954년 병으로 소련으로 돌아왔다. 1955년 소련 시민권을 포기하지 않으면서 북한으로의 입국을 거부당했다. 1985년 뇌졸중으로 쓰러져 1990년 5월 26일 사망했다. 사후 상트페테르부르크에 묻혔다. 2016년 변월룡의 탄생 100주년을 기념한 회고전이 국립현대미술관에서 개최되었다.